# Junior Jones
Junior Jones est un boxeur américain né le 19 décembre 1970 à Brooklyn, New York.

## Carrière
Passé professionnel en 1989, il devient champion du monde des poids coqs WBA le 23 octobre 1993 en battant Jorge Eliecer Julio. Vainqueur ensuite d'Elvis Álvarez, il perd sa ceinture au combat suivant contre John Michael Johnson le 22 avril 1994.
Jones passe alors dans la catégorie de poids supérieure et remporte le titre de champion du monde des super-coqs WBO le 22 novembre 1996 en battant Marco Antonio Barrera au 5e round. Il conserve cette ceinture lors du combat revanche avant d'être battu au 4e round par Kennedy McKinney le 19 décembre 1997.